# 中华人民共和国外交部条约法律司
中华人民共和国外交部条约法律司（英語：Department of Treaty and Law of the Ministry of Foreign Affairs of the People's Republic of China），简称外交部条法司，是中华人民共和国外交部直接领导的工作机关。

## 机构沿革
条约法律司始于1949年成立的条约委员会，由章汉夫副部长兼任。1958年改称条约法律司。此后缩编，并入西欧美澳司。1972年，因应中华人民共和国恢复联合国席位，再建国际条法司。1980年独立建制。

## 工作职能
外交部条约法律司主要按照国务院和外交部给其确定的工作范围，负责办理以下各项工作：
- 调研外交工作中的法律问题和国际法发展动向，为外交决策和行动提供法律顾问服务，处理涉联合国条法事务、涉港澳台条法事务；
- 承担双边、多边条约对外谈判工作，承办国家对外缔结双边、多边条约和国际司法合作的有关事项，处理涉外案件；
- 负责、协调气候变化、海洋法、海底、极地、国际渔业、网络安全和人权等法律事务。

## 历任司长

### 条约法律司时期
- 姚仲明

- 邵天任（1980－1982）
- 黄嘉华（1982－1984）
- 王厚立
- 孙林
- 许光建
- 陈士球（1995－1998）
- 尹玉标（1998－1999）
- 薛捍勤（1999－2003）
- 刘振民（2003－2006）
- 段洁龙（2006－2010）
- 黄惠康（2011－2013）
- 徐宏（2013－2019）
- 贾桂德（2019－2022.12）
- 马新民（2022.12－2025.04）